# Barrage de Koúri
Barrage de Koúri (grec moderne : Φράγμα Κούρη), est le plus grand barrage d'un réseau de 107 barrages à Chypre.
Il se trouve dans le District de Limassol et est alimenté par la rivière Koúri ainsi que par d'autres cours d'eau mineurs, y compris la rivière Diarizos dont l'eau est détournée vers le Barrage de Koúri par un conduit souterrain.

## Histoire
Le barrage se situe à une altitude de 250 m et recueille l'eau apportée par les rivières Koúri, Limnátis et Kryos. De plus, l'eau de la rivière Diarizos est détournée vers le Barrage de Koúri par un tunnel de raccordement long de 14,5 km.
Il possède un bassin versant total de 300 km2.
Le barrage se situe à 15 km au nord-ouest de la ville de Limassol et à 6 km à l'ouest du village de Ypsonas.
Pour sa construction, l'intégralité du village de Alassa doit être réinstallée sur un site voisin surplombant le réservoir (entre les vallées de la rivière Koúri et de Limnátis) pour un coût d'environ CYP£5 000 000,.
Sa construction est contestée par des groupes environnementaux inquiets des effets du détournement d'eau sur le lac salé de Limassol car il s'agit d'une zone humide située en aval des rivières et utilisée par des oiseaux migrateurs.
Le barrage fait partie du Projet de Conduite Sud, qui transporte de l'eau du côté sud-ouest de Chypre vers la partie sud-est de l'île sur une distance de 120 km.
Le barrage possède une digue en terre à noyau d'argile zonée, d'une hauteur de 110 m et d'une longueur de faîte d'environ 550 m, offrant un volume de stockage de 115 millions de mètres cubes.
La construction du barrage est proposée pour la première fois par le Cyprus Water Development board en 1968.
À la suite de plusieurs études de faisabilité, la société d'ingénierie française Sogreah réalise la conception détaillée en 1981.
Le marché pour sa construction est attribué en janvier 1984 à un consortium comprenant la construction J&P et Impregilo d'Italie.
Le coût de construction s'élève à CYP £29 000 000.
Une partie du financement provient de la banque européenne d'investissement.
La construction se termine en septembre 1988.
Elle est officiellement inaugurée par l'ancien président, Giórgos Vasileíou, le 22 avril 1989.
Depuis sa construction, il déborde trois fois : le 4 mars 2004, le 6 avril 2012, et le 7 janvier 2020.

## Dans la culture populaire
En 2008, des rumeurs circulent selon lesquelles un crocodile ou un autre grand reptile nage dans le barrage, donnant lieu à des références humoristiques au "Monstre du Loch Ness chypriote".
Les responsables communautaires locaux autorisent une recherche mais ne trouvent pas une telle créature.

## Galerie

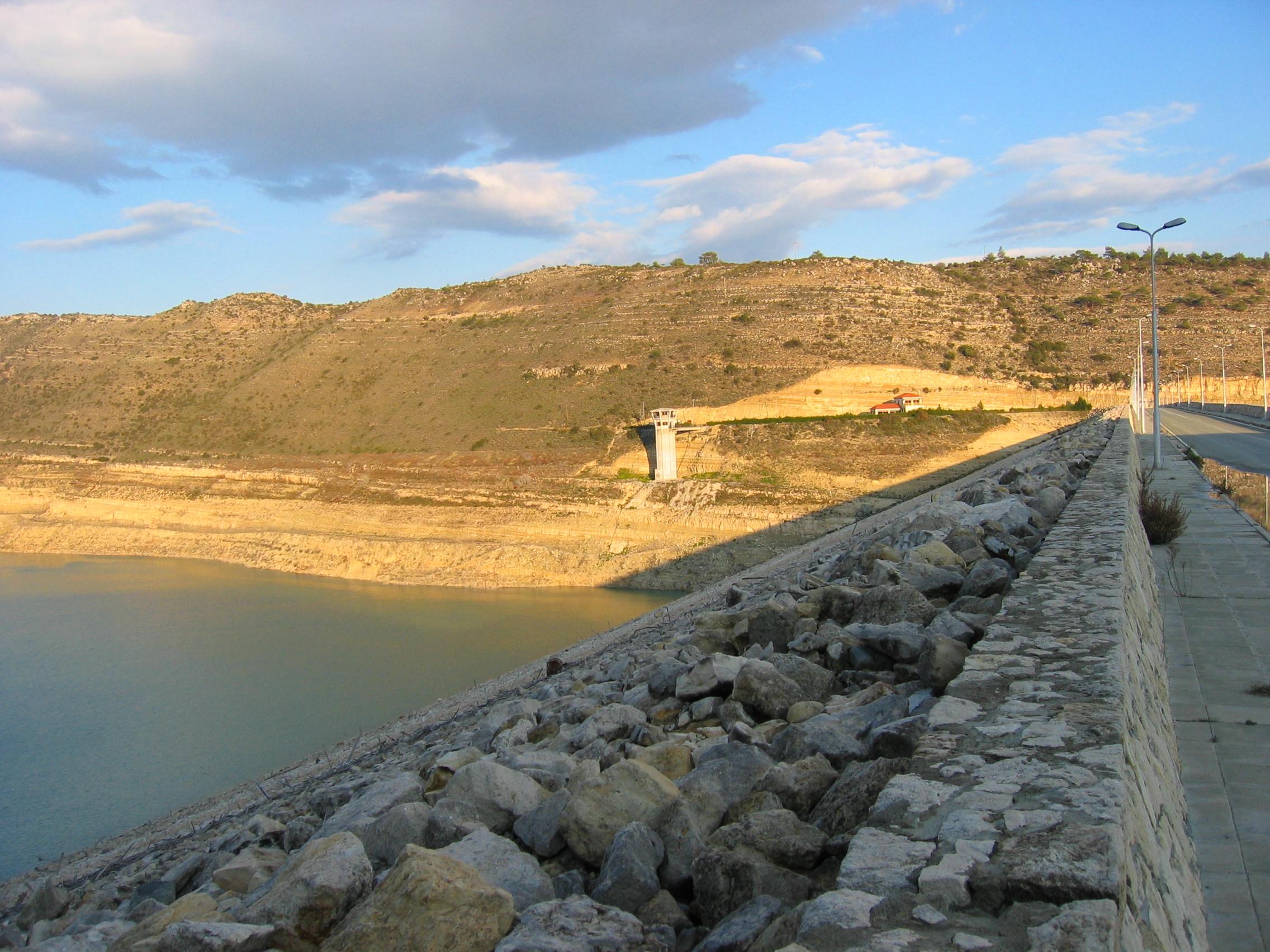
Photo routière du barrage de Koúri
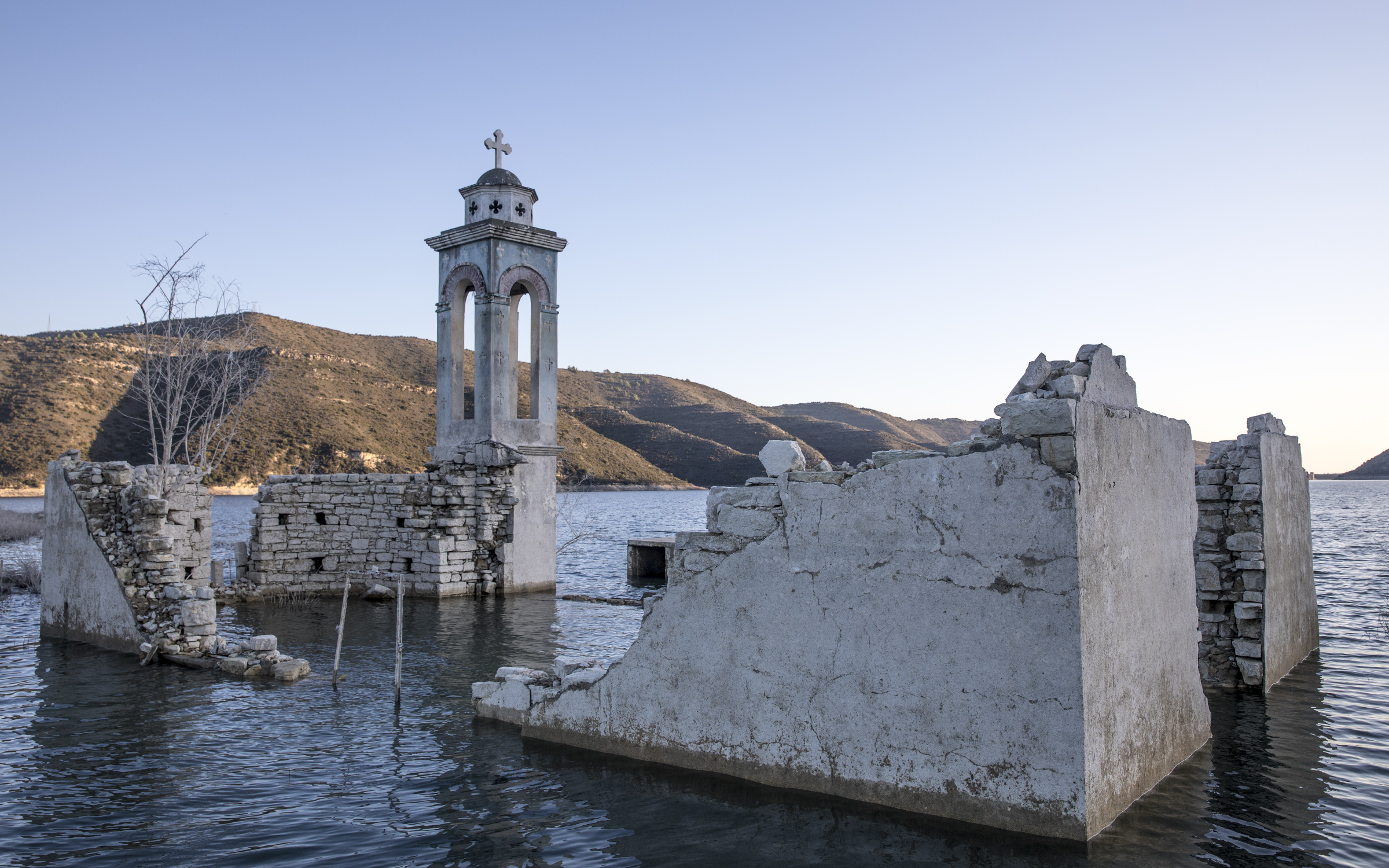
Église en ruine d'Ayios Nikolas dans le barrage de Koúri
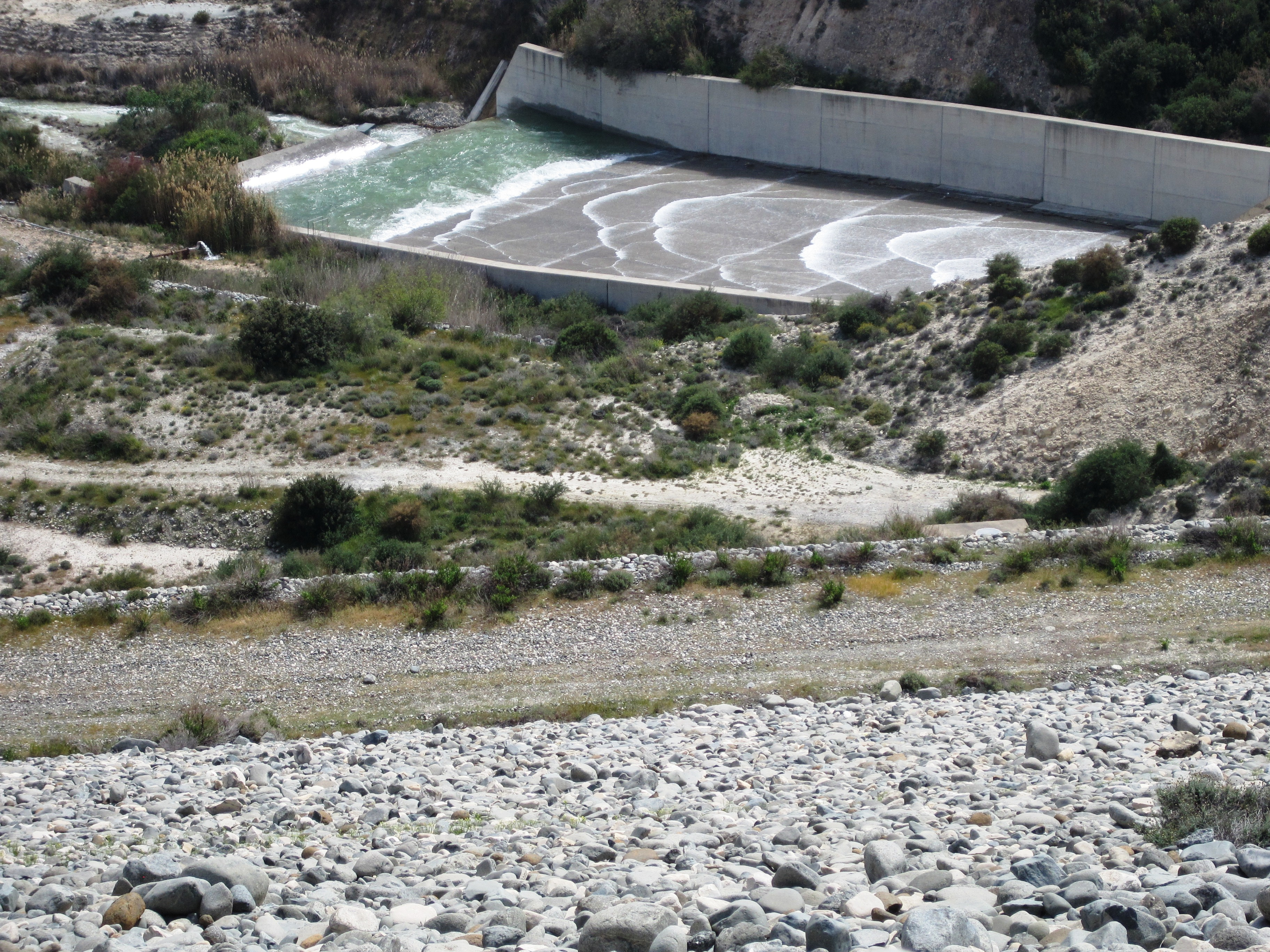
Barrage de Koúri - débordement le 8 avril 2012